# Пароходофрегат
Парохо́дофрегат (англ. Steam frigate букв. «паровой фрегат») — фрегат, имевший кроме полного (или почти полного) фрегатского парусного вооружения поршневой паровой двигатель (паровую машину) и гребные колёса либо гребной винт в качестве движителя (одним из первых винтовых пароходофрегатов стал британский «Ютландия»). Имели широкое распространение во второй трети — третьей четверти XIX века (но встречались в военно-морских флотах и позже — например в составе испанского флота деревянные винтовые пароходофрегаты, правда, классифицированные испанцами уже как крейсера, участвовали ещё в битве при Кавите 1 мая 1898 года в водах Филиппин во время испано-американской войны).

## Появление пароходофрегатов
Американец Роберт Фултон предлагал правителю Французской республики «гражданину Бонапарту» создать паровые военные корабли ещё в 1803 году. Но будущий император французов тогда иронически ответил Фултону:

— Откуда в сигарном дыму может взяться сила, способная двигать корабль? Это же смешно!— Вокруг света. — 1991. — № 8. — С. 55.
  В результате — первым пароходофрегатом стала только 16 лет спустя американская «Саванна» (англ. Savannah) — трёхмачтовый коммерческий фрегат-пакетбот валовой вместимостью 320 брутто-регистровых тонн, на котором дополнительно установили паровую машину в 90 лошадиных сил и гребные колёса. Под парами «Саванна» имела ход до 4 узлов при тихой погоде. В 1819 году «Саванна» с 32 пассажирами на борту пересекла Атлантический океан по маршруту Саванна — Ливерпуль за 25 дней (по другим сведениям — за 27,5 или даже за 29,5 суток; но в любом случае, по тем временам это был весьма хороший результат. Для сравнения: парусный пакетбот «Даймонд» зимой 1836/1837 гг. добирался из Ливерпуля в Нью-Йорк ровно 100 (!!) дней — в результате чего 9,5 % — 17 из 180 — его пассажиров просто умерли от истощения), что стало мировой сенсацией. Однако паровая машина на «Саванне» в этом рейсе работала всего 85 часов из-за чрезвычайно ограниченного запаса каменного угля на борту. Остальное время корабль шёл только под парусами. 
Первый военный пароходофрегат («Медея») появился в Великобритании в 1832 году (британцы предпринимали целенаправленные попытки создания боевого пароходофрегата ещё с 1822 года). Первым же построенным в России пароходофрегатом стал «Богатырь» (спущен на воду со стапеля Санкт-Петербургского Адмиралтейства в 1836 году, вооружение — 28 пушек, мощность паровой машины — 240 л. с., строитель — подполковник Корпуса корабельных инженеров (впоследствии — генерал-майор этого Корпуса, при выходе в отставку произведён в генерал-лейтенанты) М. Н. Гринвальд).

## Конструктивные особенности

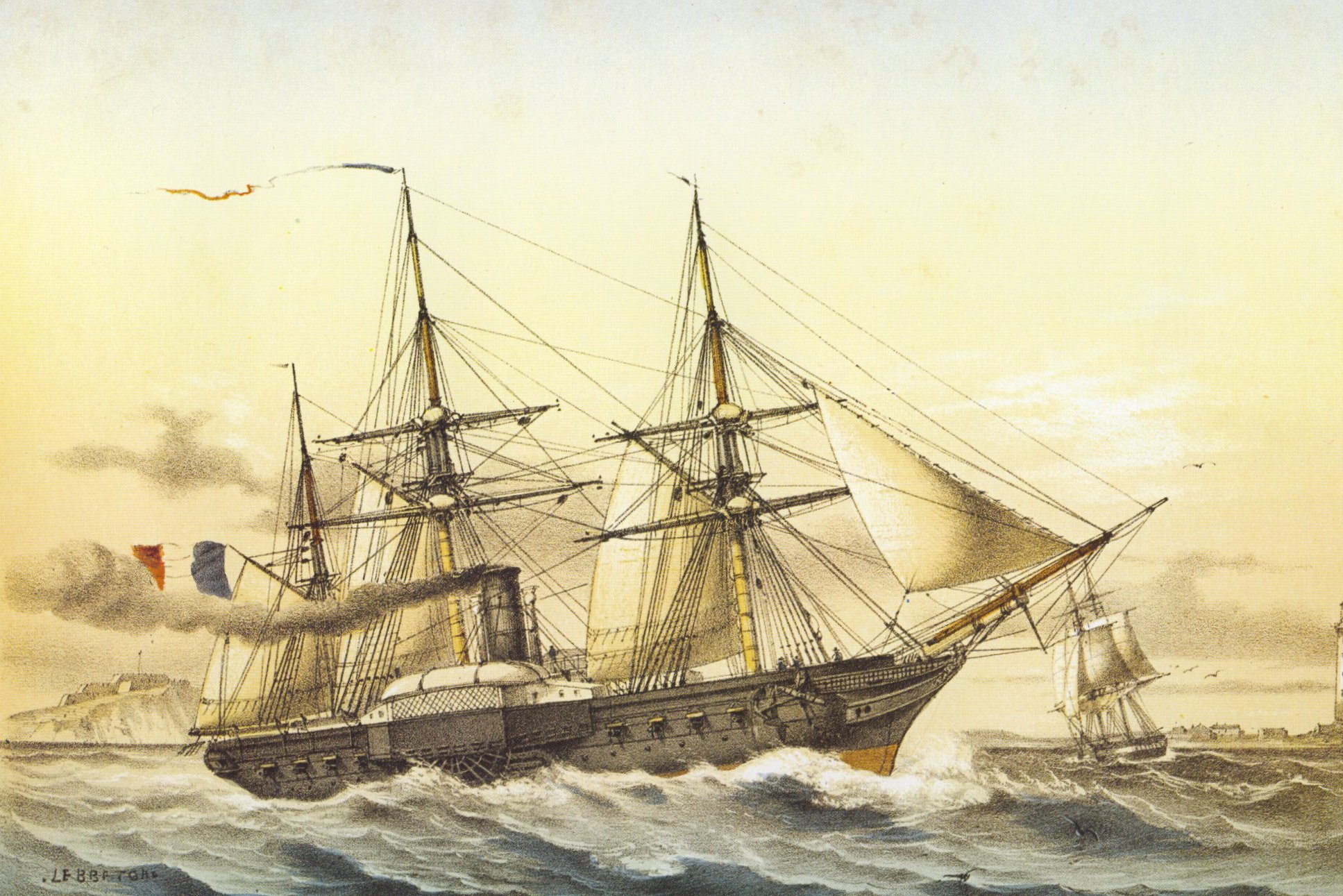
Французский пароходофрегат «Декарт» у Севастополя

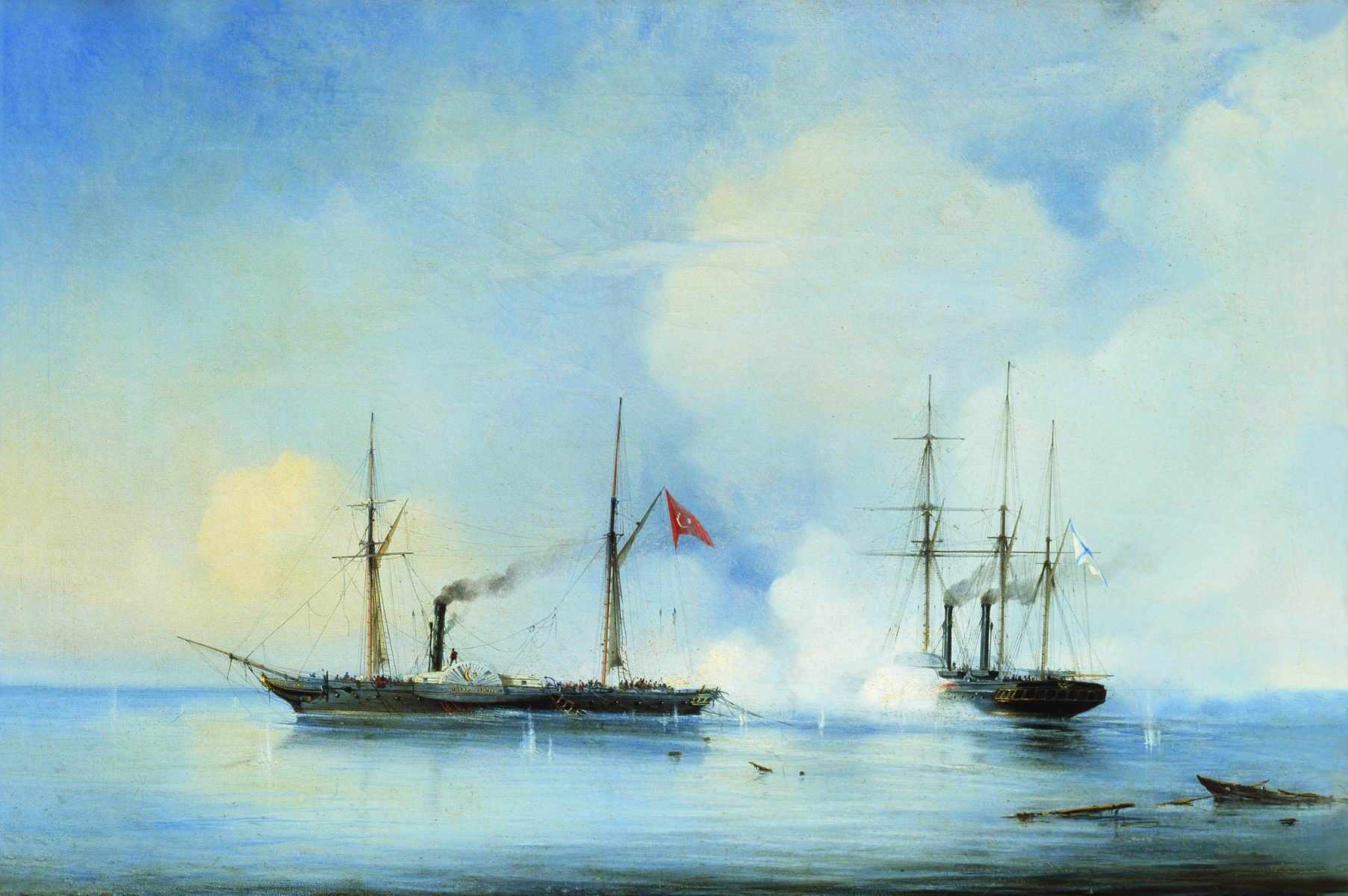
Первый в мировой военно-морской истории бой паровых кораблей - русский пароходофрегат «Владимир» сражается с турецким вооружённым пароходом «Перваз-Бахри». 5 (17) ноября 1853 года.

Крупнокалиберная артиллерия устанавливалась на военных пароходофрегатах в оконечностях, для чего корпуса этих кораблей делались более прочными и (как неизбежное следствие) более массивными, чем как у обычных парусников, так и как у обычных пароходов, а обводы корабельного корпуса — полнее (от чего ухудшались ходовые качества). Сделать пароходофрегаты одновременно полноценными и паровыми и парусными кораблями не удалось. Они имели недостаточную парусность, а из-за громоздкости тогдашних паровых машин на них очень часто нельзя было установить центральную мачту (грот-мачту) таким образом, чтобы центр тяжести занимал надлежащее положение. Колёса, вал, мотыли, верхние части котлов были расположены выше ватерлинии и поэтому подвергались во время боя воздействию вражеских снарядов. При плавании в штормовую погоду и при сильной бортовой качке колёса попеременно меняли своё углубление, из-за чего уменьшалось их полезное действие как движителей.
В 1842 году, чтобы окончательно решить, какой — колёсный или винтовой — корабельный движитель лучше, Британское Адмиралтейство построило два совершенно однотипных фрегата с одинаковыми машинами (по 200 л. с.), но один колёсный, а другой — винтовой. Фрегаты развернули кормой друг к другу, соединили буксирными тросами и одновременно дали машинам «полный вперёд». Винтовой пароходофрегат «перетянул» своего колёсного соперника и поволок за собой со скоростью 2,5 узла. Тем самым дискуссия о наивыгоднейшем типе механического движителя для паровых и парусно-паровых кораблей была, казалось, окончательно и вполне определённо решена, но тем не менее — в России и по русским заказам за границей колёсные пароходофрегаты строились ещё более 10-ти лет — причём исключительно из-за фактически немотивированного отрицательного отношения к гребным винтам Императора Николая I.

— Вот это, я понимаю, махины… Знаешь, я против гребных винтов. Какие-то маленькие, юркие, скрытные, не видно, как и работают. Что бы там не говорили, не верю я в них… (Николай I — первому командиру пароходофрегата «Владимир» капитан-лейтенанту (впоследствии — полному адмиралу) Н. А. Аркасу)— «Не верю!» // Техника — молодёжи (Клуб «ТМ», «Однажды…»). — 1988. — № 2. — С. 60.

## Пароходофрегаты в Российском Императорском Флоте
Однако и колёсные пароходофрегаты строились для Российского Флота в весьма ограниченном количестве. К началу Восточной (Крымской) войны 1853-1856 гг. в составе Российского Императорского Флота имелось всего 16 пароходофрегатов: 9 (колёсные; преимущественно русской постройки) — в составе Балтийского Флота и 7 (все — колёсные, британской постройки; адмирал М. П. Лазарев, бывший в 1834-1851 гг. Главным командиром Черноморского Флота и портов Чёрного моря, просил Императора Николая I заказать для Черноморского Флота в Великобритании также винтовой пароходофрегат, но получил отказ) — в составе Черноморского Флота. В начале 1850-х гг. для этих флотов были, наконец, заложены по два винтовых пароходофрегата (на Балтике также строились ещё два колёсных пароходофрегата), но к началу войны 1853-1856 гг. ни один из них достроен не был. Правда в 1848 году в состав Балтийского Флота вошел первый винтовой пароходофрегат отечественной постройки «Архимед» (не следует путать его с британским каботажным пароходом «Архимед» постройки 1838 года), но уже осенью 1850 года этот фрегат потерпел крушение в водах у датского острова Борнхольм. В результате — заложенный в 1851 году для Балтийского Флота 44-пушечный винтовой пароходофрегат «Полкан», вступивший в строй летом 1854 года, оставался единственным винтовым пароходофрегатом Российского Императорского Флота в течение всей Крымской войны.

## Комментарии
1. ↑  Фрегат — это не только класс корабля, но и определенный тип парусного вооружения. При этом корабль, относящийся к классу фрегатов, может и не нести полного фрегатского парусного вооружения (или вообще нести парусное вооружение другого типа: например пароходофрегаты типа «Крым» несли парусное вооружение бригантин, полуброненосный фрегат «Владимир Мономах» имел — см. Крылов А. Н. «Мои воспоминания», 7-е изд. — Ленинград: Судостроение, 1979. — С. 142. — корветское парусное вооружение), а несущий фрегатское парусное вооружение — классифицироваться не как фрегат.
2. ↑  Это было последнее морское сражение в истории с участием деревянных крупных боевых кораблей.
3. ↑  Таким образом, распространённая точка зрения, что первым в истории военным пароходофрегатом был французский «Гомер», вошедший в строй в 1841 году, не соответствует действительности.